# نبراسکا (فیلم)
نبراسکا (به انگلیسی: Nebraska) فیلمی در گونه کمدی-درام با بازی بروس درن و ویل فورته است. کارگردان فیلم الکساندر پین است و باب نلسن نویسندگی آن را برعهده دارد. این فیلم در ۱۵ نوامبر ۲۰۱۳ اکران شد. نبراسکا نامزد دریافت نخل طلا در جشنواره فیلم کن ۲۰۱۳ شد که طی آن، بروس درن جایزه بهترین بازیگر را بُرد.این فیلم همچنین نامزد دریافت شش جایزه اسکار شد که از آن جمله‌اند: جایزه اسکار بهترین فیلم، جایزه اسکار بهترین کارگردانی، جایزه اسکار بهترین بازیگر نقش اول مرد و جایزه اسکار بهترین بازیگر نقش مکمل زن. این فیلم مورد توجه عموم مردم و منتقدین قرار گرفت. مجله گاردین نبراسکا را به عنوان بیست و نهمین فیلم برتر قرن بیست و یکم انتخاب کرده‌است.

## خلاصه داستان
وودی یک اعلان مسابقهٔ بخت آزمایی را توسط پست دریافت می‌کند. این برگه یکی از همان اعلان‌های شرکت "Publishers Clearing House" است که در آن نوشته: "اگر" شمارهٔ منحصر به فرد شما انتخاب شده باشد "ممکن است" ۱ میلیون دلار پول نقد برده باشید. وودی "ممکن است برده باشید" را "برده‌اید" معنی می‌کند و تصمیم می‌گیرد که بایستی از خانه‌اش در شهر بیلینگ ایالت مونتانا به دفتر شرکت در شهر لینکولن ایالت نبراسکا سفر کند تا جایزه اش را بگیرد.

##### نقد
نبراسکا را شاید بتوان برترین ساخته کارگردانش الکساند پین دانست. یک فیلم ساده و مینیمالیستی پر از شوخی و به همراه نکته‌های تکان دهنده در مورد پیری انسان. پین بیشتر به جای پرداختن به مشکلات جسمی انسان‌های کهنسال به غیر از بعضی موارد به مشکلات روحی و روابط انسانی در دوران کهنسالی پرداخته و از بازی فوق‌العاده بازیگرانش و فیلمبرداری سیاه و سفید فیلم استفاده کرده و یک فیلم جاده ای لذت بخش و در عین حال تکان دهنده ساخته‌است.